# Твёрдая мозговая оболочка

Срез черепа, демонстрирующий оболочки головного мозга

Твёрдая мозговая оболочка (лат. dura mater, др.-греч. παχυμῆνιγξ) — одна из трёх оболочек, покрывающих головной и спинной мозг. Находится наиболее поверхностно, над мягкой и паутинной мозговыми оболочками.

## Анатомия
Твёрдая мозговая оболочка — прочное соединительнотканное образование, имеющее наружную и внутреннюю поверхности. Наружная поверхность шероховатая, богата сосудами. В позвоночном канале отделяется от стенок канала эпидуральным пространством, заполненным жировой клетчаткой и внутренним венозным позвоночным сплетением; в межпозвоночных отверстиях срастается с надкостницей и формирует влагалища для спинномозговых нервов. В черепе твёрдая мозговая оболочка непосредственно прилежит к костям, срастаясь с надкостницей костей основания черепа и швами свода черепа. Внутренняя поверхность твердой мозговой оболочки, обращённая к мозгу — гладкая, блестящая, покрыта эндотелием. Между ней и паутинной оболочкой располагается узкое субдуральное пространство, заполненное небольшим количеством жидкостного содержимого.

## Синусы и отростки твёрдой мозговой оболочки

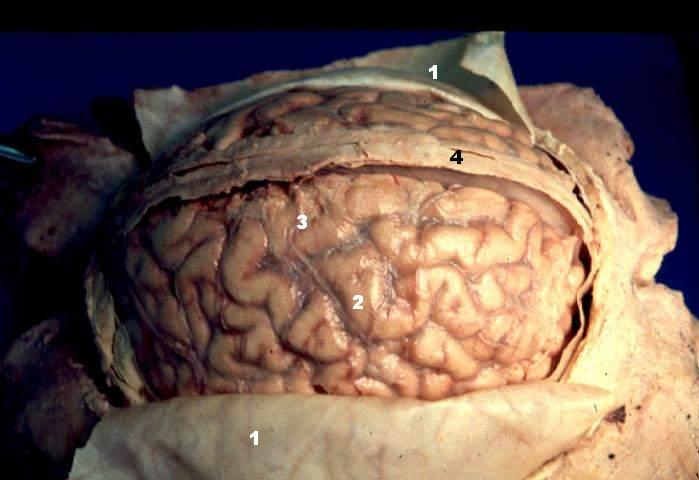
Анатомический препарат головного мозга человека. Цифрами обозначены: 1 — отвёрнутые листки твёрдой мозговой оболочки, 2 — паутинная мозговая оболочка, 3 — верхняя сагиттальная вена мозга, 4 — серп мозга (верхняя часть) и верхний сагиттальный синус

В некоторых участках твёрдая мозговая оболочка головного мозга внедряется в виде отростков в щели головного мозга. В местах отхождения отростков оболочка расщепляется, образуя каналы треугольной формы, выстланные эндотелием — синусы твёрдой мозговой оболочки. Стенки синусов туго натянуты, клапанов не имеют,  не спадаются, в том числе и при разрезе. Синусы содержат венозную кровь, оттекающую из вен головного мозга, твёрдой оболочки, глазницы и черепных костей. Из синусов кровь поступает во внутренние яремные вены, помимо этого существует связь синусов с венами наружной поверхности черепа посредством резервных венозных выпускников.
Отростками твёрдой мозговой оболочки являются:
- Большой серповидный отросток, или серповидный отросток большого мозга (Серп мозга) — располагается между полушариями головного мозга;
- Малый серповидный отросток, или серповидный отросток мозжечка — проникает в щель между полушариями мозжечка, прикрепляясь к затылочной кости от внутреннего затылочного выступа до большого затылочного отверстия
- Намёт мозжечка (палатка мозжечка) — располагается между затылочными долями большого мозга и мозжечком;
- Диафрагма турецкого седла — натянута над турецким седлом; в центре имеет отверстие, через которое проходит воронка (лат. infundibulum sellae turcicae)[3].

## Иннервация
Иннервация осуществляется с помощью менингеальных ветвей черепно-мозговых нервов и различается в зависимости от расположения структур мозга:
Передняя черепная ямка иннервируется менингеальной ветвью глазного нерва (лат. ramus meningeus nervi ophthalmici) — первой ветви тройничного нерва (лат. n. trigeminus).
Средняя черепная ямка получает иннервацию от менингеальных ветвей верхнечелюстного и нижнечелюстного ветвей (лат. rr. meningei nn. maxillaris et mandibularis) — второй и третьей ветвей тройничного нерва.
Иннервация задней черепной ямки осуществляется менингеальной ветвью блуждающего нерва (лат. ramus meningeus nervi vagi).

## Кровоотток твёрдой мозговой оболочки
- а.Carotis interna
- а.Meningea media
- vv.Meningeae mediae
- v.Jugularis interna

## Иллюстрации

Оболочки ЦНС
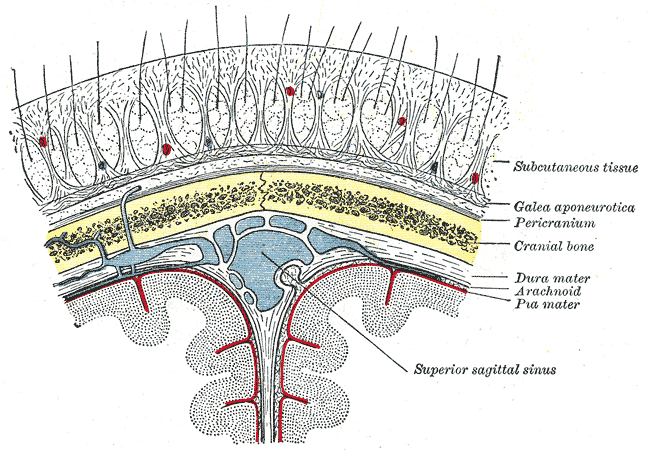
Срез черепа
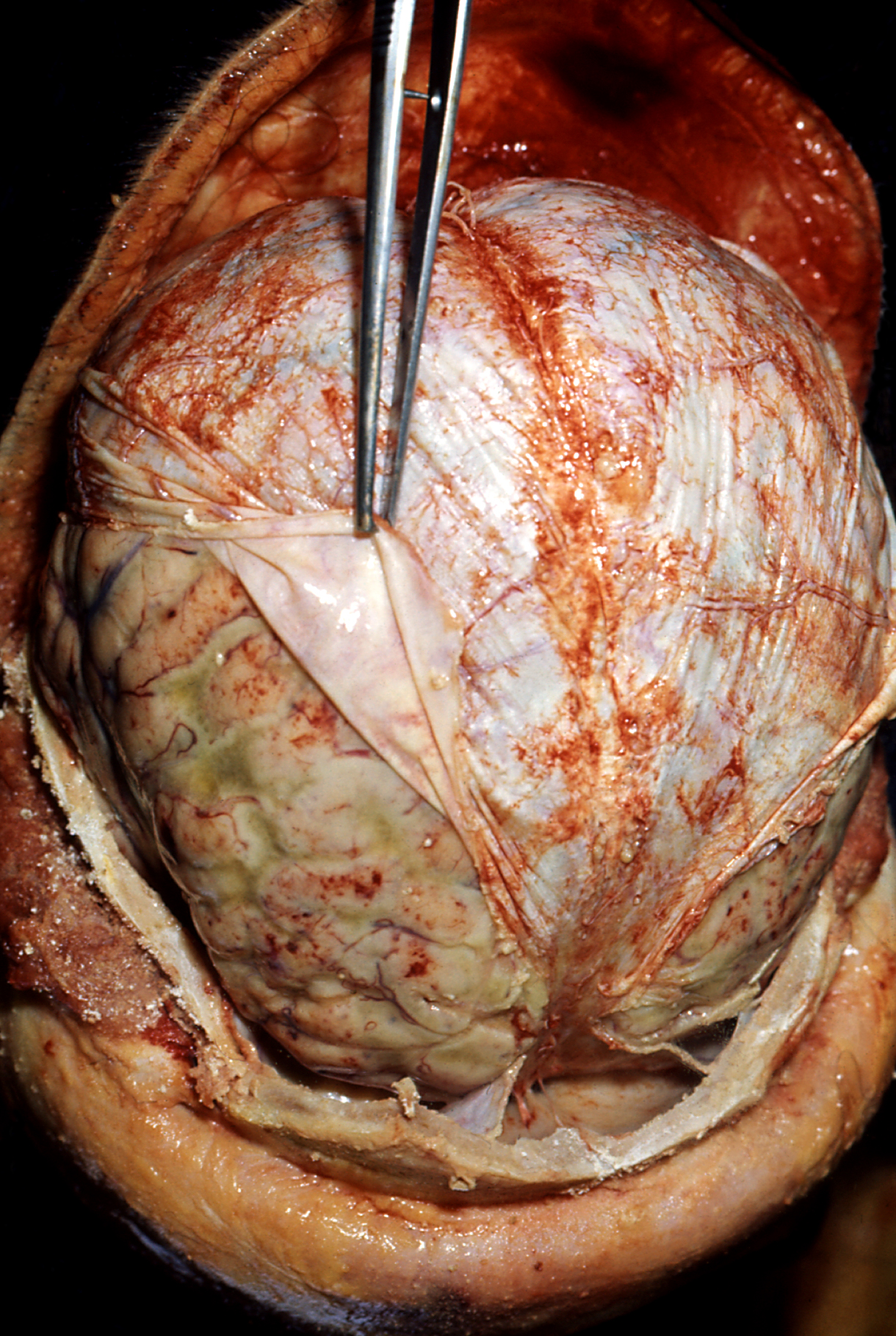
Аутопсия. Белый листок, удерживаемый пинцетом - твёрдая мозговая оболочка
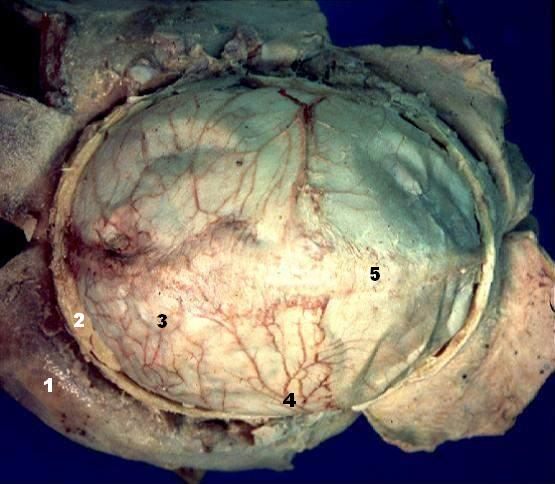
Твёрдая мозговая оболочка